# Kabinett Szlávy

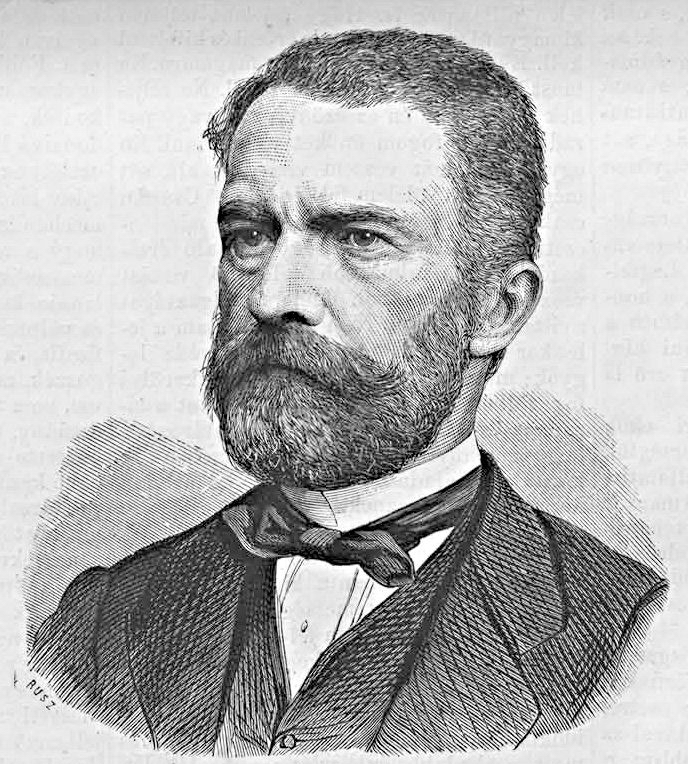
József Szlávy

Das Kabinett Szlávy war die Regierung des Königreichs Ungarn von 1872 bis 1874. Sie wurde vom ungarischen Ministerpräsidenten József Szlávy am 5. Dezember 1872 gebildet und bestand bis 21. März 1874.

## Minister
Parteien:
_ Deák Partei (Deák Párt)
_ parteilos
| Amt                                                   | Amtsträger | Amtsträger              | Beginn der Amtszeit | Ende der Amtszeit |
| ----------------------------------------------------- | ---------- | ----------------------- | ------------------- | ----------------- |
| Ministerpräsident, Verteidigungsminister              |            | József Szlávy           | 5. Dezember 1872    | 21. März 1874     |
| Minister am Allerhöchsten Hoflager                    |            | Béla Wenckheim          | 5. Dezember 1872    | 21. März 1874     |
| Justizminister                                        |            | Tivadar Pauler          | 5. Dezember 1872    | 21. März 1874     |
| Minister für Cultus und öffentlichen Unterricht       |            | Ágoston Trefort         | 5. Dezember 1872    | 21. März 1874     |
| Minister für öffentliche Arbeiten und Communicationen |            | Lajos Tisza             | 5. Dezember 1872    | 19. Dezember 1873 |
| Minister für öffentliche Arbeiten und Communicationen |            | József Zichy            | 19. Dezember 1873   | 21. März 1874     |
| Minister für Ackerbau, Industrie und Handel           |            | József Zichy            | 5. Dezember 1872    | 21. März 1874     |
| Finanzminister                                        |            | Károly Kerkapoly        | 5. Dezember 1872    | 19. Dezember 1873 |
| Finanzminister                                        |            | József Szlávy           | 19. Dezember 1873   | 21. März 1874     |
| Minister für Landesverteidigung                       |            | József Szlávy (interim) | 5. Dezember 1872    | 15. Dezember 1872 |
| Minister für Landesverteidigung                       |            | Béla Szende             | 15. Dezember 1872   | 21. März 1874     |
| Innenminister                                         |            | Vilmos Tóth             | 5. Dezember 1872    | 5. März 1873      |
| Innenminister                                         |            | Gyula Szapáry           | 5. März 1873        | 21. März 1874     |
| Kroatisch-slawonisch-dalmatinischer Minister          |            | Péter Pejacsevich       | 5. Dezember 1872    | 21. März 1874     |